# Дезаминирование
Дезаминирование — процесс удаления аминогрупп от молекулы. Ферменты, катализирующие дезаминирование, называют деаминазами.
В организме человека дезаминирование в основном происходит в печени, однако глютамат дезаминируется также и в почках. Аминогруппа, которая удаляется от аминокислот в ходе дезаминирования, превращается далее в аммиак. Остов аминокислоты, состоящий из атомов углерода и водорода, может далее использоваться в реакциях анаболизма или катаболизма. Аммиак является токсичным для человека, поэтому существуют ферменты, превращающие аммиак в мочевину или мочевую кислоту.

### Аденин
В результате дезаминирования аденина образуется гипоксантин, который имеет структуру, сходную с таутомером аденина, и спаривается с цитозином вместо тимина. Происходит транзиция A-T в G-C.